# Rijnpromenade
Rijnpromenade is een hoorspel van Karl Otto Mühl. Rheinpromenade werd op 3 maart 1974 door de Süddeutscher Rundfunk uitgezonden. Jan F. de Zanger vertaalde het en de KRO zond het uit op dinsdag 11 november 1975. De regisseur was Léon Povel. Het hoorspel duurde 76 minuten.

## Rolbezetting
- Eva Janssen
- Betty Kapsenberg
- Ans Koppen
- Dries Krijn
- Trudy Labij
- Gerrie Mantel
- Paula Majoor
- Nel Snel
- Frans Somers

## Inhoud
Ergens aan de Rijn bij Königswinter wandelt de 77-jarige rentenier Fritz Kumetat met het kind van de buur, en op een broze en onbeholpen manier uit hij zijn liefde voor een 26-jarig keukenhulpje. Een ongepaste overschrijding van een kleinburgerlijke maatschappelijke norm! Deze norm - die ook een ouderdomsimago prefabriceert - en de eigenbelangen van zijn dochter en schoonzoon bederven voor de oude man de laatste, bijna koppige poging om een eigenzinnig contact met de omgeving tot stand te brengen...